# プラゼパム
プラゼパム (prazepam) はベンゾジアゼピン系の抗不安薬の一種。超長時間作用型。
心身症からくる不安・緊張・抑うつ・睡眠障害および、パニック障害や自律神経失調症などに適応がある。
日本での商品名はセダプランは、2012年に販売中止に至った。
向精神薬に関する条約のスケジュールIVに指定されている。麻薬及び向精神薬取締法の第三種向精神薬である。

## 種類
- 錠剤:5mg,10mg
- 細粒:1%

## 薬理
脳にある神経受容体（ベンゾジアゼピン受容体）に結合することにより、神経を活性化させる。

## 副作用
倦怠感、頭痛、集中力低下、ふらつき、脱力感など。